# رون جونز (لاعب هوكي الجليد)
رون جونز هو لاعب هوكي الجليد كندي، ولد في 11 أبريل 1951 في Vermilion, Alberta ‏ في كندا.

## وصلات خارجية
- رون جونز على موقع دوري الهوكي الوطني (الإنجليزية)
- رون جونز على موقع قاعة مشاهير الهوكي (لاعب أن.إتش.أل) (الإنجليزية)
- رون جونز على موقع EliteProspects.com (الإنجليزية)
- رون جونز على موقع HockeyDB.com (الإنجليزية)
- رون جونز على موقع Hockey-Reference.com (الإنجليزية)